# جورجي أباريسيو
جورجي أباريسيو (بالإسبانية: Jorge Aparicio)‏ (21 نوفمبر 1992 بغواتيمالا في غواتيمالا - ) هو لاعب كرة قدم غواتيمالي في مركز الوسط. شارك مع منتخب غواتيمالا لكرة القدم. أما مع النوادي، فقد لعب مع نادي كوميونيكيشنس.

## وصلات خارجية
- جورجي أباريسيو على موقع قاعدة بيانات كرة القدم.إي يو (الإنجليزية)
- جورجي أباريسيو على موقع ناشيونال فوتبول تيمز (الإنجليزية)
- جورجي أباريسيو على موقع Soccerway.com (الإنجليزية)